# صحارى نت
صحارى نت هي شركة سعودية تقوم بتقديم حلول تكنولوجيا المعلومات والإتصال في المملكه العربيه السعودية، لقد تطورت الشركة بشكل كبير منذ انشائها في عام 1989 لتقوم بتقديم حلول الربط والانترنت والاستضافة والحوسبة السحابية وأمن المعلومات وإدارة وتحكم الشبكات.

## تاريخ الشركة
يعود تاريخ صحارى نت لعام 1989 ميلادي. عندما قامت بتأسيس واحدة من خدمات النشرات الإخبارية في المملكة العربيه السعوديه. وفي عام 1994، ولأول مرة في السعودية، بدأت بتقديم خدمات الاتصال بالإنترنت وخدمات أخرى متعلقة كالبريد الإلكتروني وتصميم المواقع والاستضافة والخدمات المدارة. وقد تطورت على مدى السنين لكي تصبح مزود خدمات تكنولوجيا المعلومات والإتصال الأول للأسواق والمشاريع في السعودية Internet Service Provider(ISP).
ولقد قامت بتوسيع تغطيتها لجميع المدن الرئيسية في المملكة من خلال عقد الشراكات وتقديم خيارات اتصال متنوعة للشركات إضافة إلى مستخدمي الإنترنت في المنازل. في عام 2009، قامت شركة (Proximus Group) (المعروفة سابقا بـBelgacom) - أحد أكبر شركات الاتصالات العالمية – باكتساب أسهم في صحارى نت من أجل التوسع في الأسواق.

## الموقع الإلكتروني
- الموقع الرسمي